# Mascoutah
Mascoutah est une ville de l'Illinois, dans le comté de Saint Clair aux États-Unis. La ville comprend  un musée le Mascoutah Heritage Museum 